# Lotus 81
O 81/81B é o modelo da Lotus das temporadas de 1980 e de 1981. Condutores: Mario Andretti e Elio de Angelis no modelo 81 e Nigel Mansell no 81B em 1980. O modelo 81B teve como condutores: Elio de Angelis e Nigel Mansell até o GP da Bélgica de 1981.

## Resultados[1][2][3]
(legenda) 
| Ano  | Chassi | Motor                | Pneus | N° | Pilotos         | 1   | 2   | 3   | 4   | 5   | 6   | 7   | 8   | 9   | 10  | 11  | 12  | 13  | 14  | 15  | Pontos  | Posição |  |
| ---- | ------ | -------------------- | ----- | -- | --------------- | --- | --- | --- | --- | --- | --- | --- | --- | --- | --- | --- | --- | --- | --- | --- | ------- | ------- |  |
|      |        |                      |       |    |                 |     |     |     |     |     |     |     |     |     |     |     |     |     |     |     |         |         |  |
|      |        |                      |       |    |                 | ARG | BRA | RSA | USW | BEL | MON | FRA | GBR | GER | AUT | NED | ITA | CAN | USA |     |         |         |  |
| 1980 | 81     | Ford Cosworth DFV V8 | G     | 11 | Mario Andretti  | Ret | Ret | 12  | Ret | Ret | 7   | Ret | Ret | 7   | Ret | 8   | Ret | Ret | 6   |     | 14      | 5º      |  |
| 1980 | 81     | Ford Cosworth DFV V8 | G     | 12 | Elio de Angelis | Ret | 2   | Ret | Ret | 10  | 9   | Ret | Ret | 16  | 6   | Ret | 4   | 10  | 4   |     | 14      | 5º      |  |
| 1980 | 81B    | Ford Cosworth DFV V8 | G     | 43 | Nigel Mansell   |     |     |     |     |     |     |     |     |     | Ret | Ret | NQ  |     |     |     | 14      | 5º      |  |
|      |        |                      |       |    |                 |     |     |     |     |     |     |     |     |     |     |     |     |     |     |     |         |         |  |
|      |        |                      |       |    |                 | USW | BRA | ARG | SMR | BEL | MON | ESP | FRA | GBR | GER | AUT | NED | ITA | CAN | LVS |         |         |  |
| 1981 | 81B    | Ford Cosworth DFV V8 | M     | 11 | Elio de Angelis | Ret | 5   | 6   |     | 5   |     |     |     |     |     |     |     |     |     |     | (9)1 22 | 7º      |  |
| 1981 | 81B    | Ford Cosworth DFV V8 | M     | 12 | Nigel Mansell   | Ret | 11  | Ret |     | 3   |     |     |     |     |     |     |     |     |     |     | (9)1 22 | 7º      |  |

↑1  Do GP de Mônaco até o GP de Las Vegas, De Angelis e Mansell conduziram o chassi 87 marcando 13 pontos (22 pontos no total).